# Joseph Gallagher
Joseph Gerard Gallagher (aussi connu sous le nom de Joe Gallagher) (né le 4 mai 1964) est un joueur d'échecs. Grand maître international d'origine britannique, il s'est installé en Suisse dont il a pris la nationalité.

## Biographie et carrière
Ses parents Norah et Patrick sont d'origine irlandaise. Joe est l'aîné d'une famille de 6 enfants (Catherine, Noreen, Pauline, Marie et Stephen) qui tous ont joué aux échecs. Sa sœur Marie a même joué à un niveau international à l'âge de 11 ans. Il a joué pendant plusieurs années sur le circuit européen en participant à de nombreux tournois open, avant de se marier et de s'installer à Neuchâtel en Suisse où il a pris la nationalité suisse et obtenu le titre de grand maître international. Il a remporté le championnat britannique en 2001 et le championnat suisse en 1997, 1998, 2004, 2005, 2007 et 2012.
Il fait partie du club d'échecs de Bienne Schachgesellschaft Biel, avec lequel il a remporté plusieurs fois le championnat suisse par équipe. Il fait enfin partie de l'équipe nationale suisse et a participé plusieurs fois aux Olympiades d'échecs sous les couleurs helvétiques.
En parallèle, il a également joué en ligue nationale allemande, en particulier avec le club de Brême (SV Werder Bremen).
Gallagher est aussi un auteur réputé. Il a produit quantité de monographies sur la théorie des ouvertures. Il est un expert de la défense est-indienne avec les Noirs et s'est fait connaître et redouter pour son travail sur le gambit du roi.
Au 1er juin 2021, son meilleur classement Elo est 2 563 points, atteint en janvier 2000.
Gallagher est aussi un joueur de poker[réf. nécessaire].

## Publications
- (en) Joe Gallagher, Winning With the King's Gambit, Batsford, 1992,  (ISBN 0-7134-6944-7)
- (en) Joe Gallagher, The Sämisch King's Indian, Batsford, 1995,  (ISBN 0-8050-3902-3)
- (en) Joe Gallagher, Beating the Anti-King's Indian, Batsford, 1996,  (ISBN 0-7134-8012-2)
- (en) Joe Gallagher, The Trompovsky, Chess Press, 1998,  (ISBN 1-901259-09-9)
- (en) Joe Gallagher, 101 Attacking Ideas in Chess, Gambit Publications, 2000,  (ISBN 1-901983-20-X)
- (en) Joe Gallagher, The Magic of Mikhail Tal, Everyman Chess, 2001,  (ISBN 1-85744-266-0)
- (en) Joe Gallagher, Starting Out: the Caro-Kann, Everyman Chess, 2002,  (ISBN 1-85744-303-9)
- (en) Joe Gallagher, Starting Out: King's Indian, Everyman Chess, 2002,  (ISBN 1-85744-234-2)
- (en) Joe Gallagher, Starting Out: The Pirc/Modern, Everyman Chess, 2003,  (ISBN 1-85744-336-5)
- (en) Joe Gallagher, Play the King's Indian, Everyman Chess, 2004,  (ISBN 1-85744-324-1)

### Avec John Nunn
- (en) John Nunn et Joe Gallagher, Beating the Sicilian 3, Batsford, 1995,  (ISBN 0-7134-7844-6)
- (en) John Nunn et Joe Gallagher, The New Classical King's Indian, Batsford, 1997,  (ISBN 0-7134-8059-9)
- (en) John Nunn et Joe Gallagher, The Complete Najdorf: Modern Lines, Batsford, 1998,  (ISBN 0-7134-8218-4)
- (en) John Nunn, Graham Burgess, John Emms, Joe Gallagher, Nunn's Chess Openings (NCO), Everyman Chess, 1999,  (ISBN 1-85744-221-0)